# Ana Gligić
Ana Gligić (rođ. Filipović, Ćeralije, 6. kolovoza 1934. – Beograd, 4. siječnja 2025.) bila je srpska virologinja te viša znanstvena suradnica na Medicinskom fakultetu Sveučilišta u Beogradu, specijalizirana za medicinsku mikrobiologiju. 
Rođena je 6. kolovoza 1934. godine u Ćeralijama kod Slatine u Hrvatskoj. Nakon završetka klasične gimnazije u Virovitici 1953. godine, diplomirala je biologiju na Prirodoslovno-matematičkom fakultetu Sveučilišta u Beogradu 1959. godine. Svoju profesionalnu karijeru započela je kao pripravnica za virologiju u Institutu za javno zdravstvo „Dr. Milan Jovanović Batut”, nakon čega prelazi u tada novoosnovani Institut za virologiju, cjepiva i serume „Torlak”.
Godine 1967. godine prva je u svijetu izolirala i opisala virus marburg, vrlo smrtonosan virus koji je 1967. prva na svijetu izolirala i opisala. Tijekom svoje karijere dala je značajan doprinos virologiji, posebice u području istraživanja hemoragijskih groznica i virusa  velikih boginja.
Posebno se istaknula tijekom posljednje europske epidemije velikih boginja 1972., koja je pogodila Jugoslaviju. Pod njenim vodstvom, virus je uspješno izoliran i kasnije uništen u Institutu Torlak.. Tijekom epidemije, koja je rezultirala sa 184 oboljelih i 40 preminulih osoba na Kosovu i u Beogradu, Gligić je bila ključna figura u borbi protiv širenja bolesti.
Gligić je intenzivno istraživala hantavirus, posebno hemoragijsku groznicu s renalnim sindromom (HFRS). Izolirala je hantaviruse koji su jedinstveni za Balkan.
U mirovini je nastavila svoj znanstveni rad, a tijekom pandemije koronavirusa aktivno je sudjelovala u javnom životu.